# Randolph Scott
George Randolph Scott (ur. 23 stycznia 1898 w hrabstwie Orange w stanie Wirginia, zm. 2 marca 1987 w Beverly Hills w stanie Kalifornia) – amerykański aktor filmowy, którego kariera trwała od 1928 do 1962. Był często bohaterem westernów. 
8 lutego 1960 otrzymał własną gwiazdę w Alei Gwiazd w Los Angeles znajdującą się przy 6243 Hollywood Boulevard.

## Życiorys

### Wczesne lata
Urodził się w hrabstwie Orange jako drugie z sześciorga dzieci imigrantów ze Szkocji George'a Granta Scotta (1869-1936), inżyniera administracyjnego w firmie tekstylnej, i Lucille Crane Scott (1871-1958). Miał brata Josepha (1905-1966) i siostry - Catherine (1899-1982), Virginię (1903-1990), Barbarę (1916-1963) i Margaret. Uczęszczał do szkoły prywatnej Woodberry Forest School. Od najmłodszych lat odnajdował się w sporcie. 
Podczas I wojny światowej w kwietniu 1917 roku wstąpił do wojska i służył we Francji jako obserwator artyleryjski z 2. Batalionu zaprawy wykopów w 19 artylerii polowej. Po zakończeniu wojny zdecydował się na powrót do Stanów Zjednoczonych. W 1919 roku rozpoczął studia w Georgia Institute of Technology w Atlancie, gdzie sprawdził się także jako amerykański piłkarz, ale kontuzja pleców uniemożliwiła mu kontynuację kariery sportowej. Potem przeniósł się do University of North Carolina w Chapel Hill w Karolinie Północnej, na kierunku inżynierii i produkcji tekstylnej. Jednak ostatecznie zrezygnował ze studiów i rozpoczął pracę jako księgowy w firmie tekstylnej, gdzie pracował jego ojciec. 

### Kariera
Około 1927 roku zainteresował się aktorstwem i postanowił udać się do Los Angeles, w Kalifornii i spróbować  zapoczątkować karierę w przemyśle filmowym. Jego ojciec zapoznał go z filmowcem Howardem Hughesem, który pomógł mu zdobyć niewielką rolę w komedii Cela (Sharp Shooters, 1928) u boku George'a O’Briena. W ciągu najbliższych kilku lat kontynuował pracę w kilku filmach, w tym melodramacie Franka Lloyda Weary River (1929) z Richardem Barthelmessem i The Virginian (1929) z Garym Cooperem. Za radą reżysera Cecila B. DeMille, również zyskał potrzebne doświadczenie aktorskie w Pasadena Playhouse w Pasadenie w Kalifornii. W 1931 roku zagrał swoją pierwszą główną rolę w dramacie The Women Men Marry z Sally Blane, a następnie w produkcji Warner Bros. A Successful Calamity (1932) z udziałem George'a Arlissa i Mary Astor. W 1932 wystąpił na deskach Vine Street Theatre w Hollywood w sztuce Under a Virginia Moon, a sukces zaowocował kilkoma propozycjami ekranowymi największych studiów filmowych. W końcu podpisał siedmioletni kontrakt z Paramount Pictures na kwotę 400 dolarów tygodniowo.
Jego pierwszą znaczącą rolę był Jack Hare w westernie Henry'ego Hathawaya Dziedzictwo pustyni (The Heritage of the Desert, 1932), luźno opartym na powieści Zane'a Greya. Paramount obsadził go w kilku innych rolach, dramacie Hot Saturday (1932) obok Nancy Carroll i Cary'ego Granta, musicalu Cześć wszystkim! (Hello, Everybody!, 1933) z Kate Smith, Morderstwo w ZOO (Murders in the Zoo, 1933) u boku Charlesa Rugglesa, Supernatural (1933) z Carole Lombard i komedii Hathawaya Go West, Young Man (1936) z Mae West. W latach 1935–36 pracował dla radia RKO Pictures, a także pojawił się w musicalach: Roberta (1935) i Błękitna parada (1936), gdzie role główne zagrali: Fred Astaire i Ginger Rogers. W 1936 wziął udział w niezależnym filmie Ostatni Mohikanin, adaptacji powieści Jamesa Fenimore'a Coopera.
Niektóre z najlepszych ról zagrał pod koniec lat 50., kiedy założył firmę produkcyjną Ranown z Harrym Joem Brownem i wystąpił w serii westernów realizowanych przez Budda Boettichera, m.in. potem Porwana przez Komanczów (1960). Jedną z jego ostatnich ról był starzejący się rewolwerowiec w westernie Sama Peckinpaha Strzały o zmierzchu (1962).

### Życie prywatne
Był dwukrotnie żonaty. 23 marca 1936 poślubił Marion duPont Scott (1894-1983). Jednak w 1939 doszło do rozwodu. 3 marca 1944 ożenił się z Marie Patricią Stillman (1919–2004), z którą adoptował syna Christophera i córkę Sandrę.
Przez blisko dziesięć lat mieszkał wraz z przyjacielem, aktorem Carym Grantem, co stało się powodem do dyskusji mediów na temat relacji łączących ich obu (podejrzewano ich erotyczny charakter). Jednak zarówno jego adoptowany syn Christopher, jak i reżyser Budd Boetticher zdementowali te pogłoski. 

## Wybrana filmografia
- 1928: Cela (Sharp Shooters) jako serwisant zagraniczny w marokańskiej kawiarni
- 1929: Weary River  jako mężczyzna na audiencji
- 1929: The Virginian jako jeździec
- 1929: Dynamit (Dynamite) - wycięta rola
- 1931: The Women Men Marry jako Steve Bradley
- 1932: A Successful Calamity jako Larry Rivers, trener polo
- 1932: Dziedzictwo pustyni (The Heritage of the Desert) jako Jack Hare
- 1932: Hot Saturday jako Bill Fadden
- 1933: Morderstwo w ZOO (Murders in the Zoo) jako dr Jack Woodford
- 1933: Cześć wszystkim! (Hello, Everybody!) jako Hunt Blake
- 1933: Supernatural jako Grant Wilson
- 1935: Roberta jako John KentRandolph Scott jako Bilge Smith w kadrze z filmu Błękitna parada (1936).

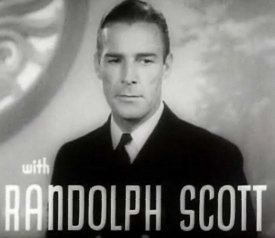
Randolph Scott jako Bilge Smith w kadrze z filmu Błękitna parada (1936).

- 1936: Błękitna parada (Follow the Fleet) jako Bilge Smith
- 1936: Ostatni Mohikanin (The Last of the Mohicans) jako Hawkeye
- 1941: Western Union jako Vance Show
- 1942: Zdobywcy (The Spoilers) jako Alexander McNamara
- 1942: Pittsburgh jako John 'Cash' Evans
- 1943: The Desperadoes jako szeryf Steve Upton
- 1944: Za wami, chłopcy (Follow the Boys) w roli samego siebie
- 1945: Captain Kidd jako Adam Mercy
- 1947: Rewolwerowcy (Gunfighters) jako Brazos Kane
- 1951: Sugarfoot jako Jackson "Sugarfoot" Redan
- 1951: Santa Fe jako Britt Canfield
- 1951: Fort Worth jako Ned Britt
- 1951: Starlift w roli smego siebie
- 1952: Carson City jako Cichy Jeff Kincaid
- 1952: Człowiek w siodle (Man in the Saddle) jako Owen Merritt
- 1952: Węzeł kata (Hangman's Knot) jako Major Matt Stewart
- 1953: The Man Behind the Gun jako Major Ransome Callicut
- 1953: The Stranger Wore a Gun jako Jeff Travis
- 1953: Thunder Over the Plains jako kapitan David Porter
- 1954: Riding Shotgun jako Larry Delong
- 1954: The Bounty Hunter jako Jim Kipp / James Collins
- 1955: Ten Wanted Men jako John Stewart
- 1955: Rage at Dawn jako James Barlow
- 1955: Tall Man Riding jako Larry Madden
- 1955: Ulica bezprawia (A Lawless Street) jako szeryf Calem Ware
- 1956: Siedmiu ludzi do zabicia (Seven Men from Now) jako Ben Stride
- 1956: 7th Cavalry jako kpt. Tom Benson
- 1957: The Tall T jako Pat Brennan
- 1957: Shoot-Out at Medicine Bend jako kpt. Buck Devlin
- 1957: Decision at Sundown jako Bart Allison
- 1958: Buchanan Rides Alone jako Tom Buchanan
- 1959: Westbound jako kpt. John Hayes
- 1959: Ride Lonesome jako Ben Brigade
- 1960: Porwana przez Komanczów (Comanche Station) jako Jefferson Cody
- 1962: Strzały o zmierzchu (Ride the High Country) jako Gil Westrum